# Cryptovalsaria rossica
Cryptovalsaria rossica är en svampart som beskrevs av Lar.N. Vassiljeva & S.L. Stephenson 2007. Cryptovalsaria rossica ingår i släktet Cryptovalsaria, klassen Sordariomycetes, divisionen sporsäcksvampar och riket svampar.   Inga underarter finns listade i Catalogue of Life.